# ادوارد کاینبرگر
ادوارد کاینبرگر (آلمانی: Eduard Kainberger; ۲۰ نوامبر ۱۹۱۱ – ۷ مارس ۱۹۷۴) بازیکن فوتبال اهل اتریش بود.